# Voitto Kolho
Voitto Kolho (n. 6 februarie 1885, Keuruu, Marele Principat al Finlandei, Imperiul Rus – d. 4 octombrie 1963, Helsingfors, Finlanda) a fost un trăgător de tir ce a reprezentat Finlanda, medaliat olimpic. A participat la 4 ediții ale Jocurilor Olimpice (1908, 1912, 1920, 1924) în care a câștigat o medalie de bronz.